# Quảng Lộc, Ba Đồn
Quảng Lộc là một xã thuộc thị xã Ba Đồn, tỉnh Quảng Bình, Việt Nam.

## Địa lý
Xã Quảng Lộc nằm ở trung tâm thị xã Ba Đồn, có vị trí địa lý:
- Phía đông giáp xã Quảng Văn và phường Quảng Phong
- Phía tây giáp xã Quảng Tân
- Phía nam giáp xã Quảng Hòa
- Phía bắc giáp xã Quảng Hải.

Xã Quảng Lộc có diện tích 6,07 km², dân số năm 2019 là 8.199 người, mật độ dân số đạt 1.301 người/km².

## Hành chính
Xã Quảng Lộc được chia thành 6 thôn: Vĩnh Phước Tây, Vĩnh Phước Đông, Vĩnh Phước Nam, Vĩnh Lộc, Phú Trịch, Cồn Sẻ.

## Lịch sử
Trước đây, xã Quảng Lộc thuộc huyện Quảng Trạch.
Từ ngày 20 tháng 12 năm 2013, xã trực thuộc thị xã Ba Đồn như hiện nay.